# La Boulangère a des écus

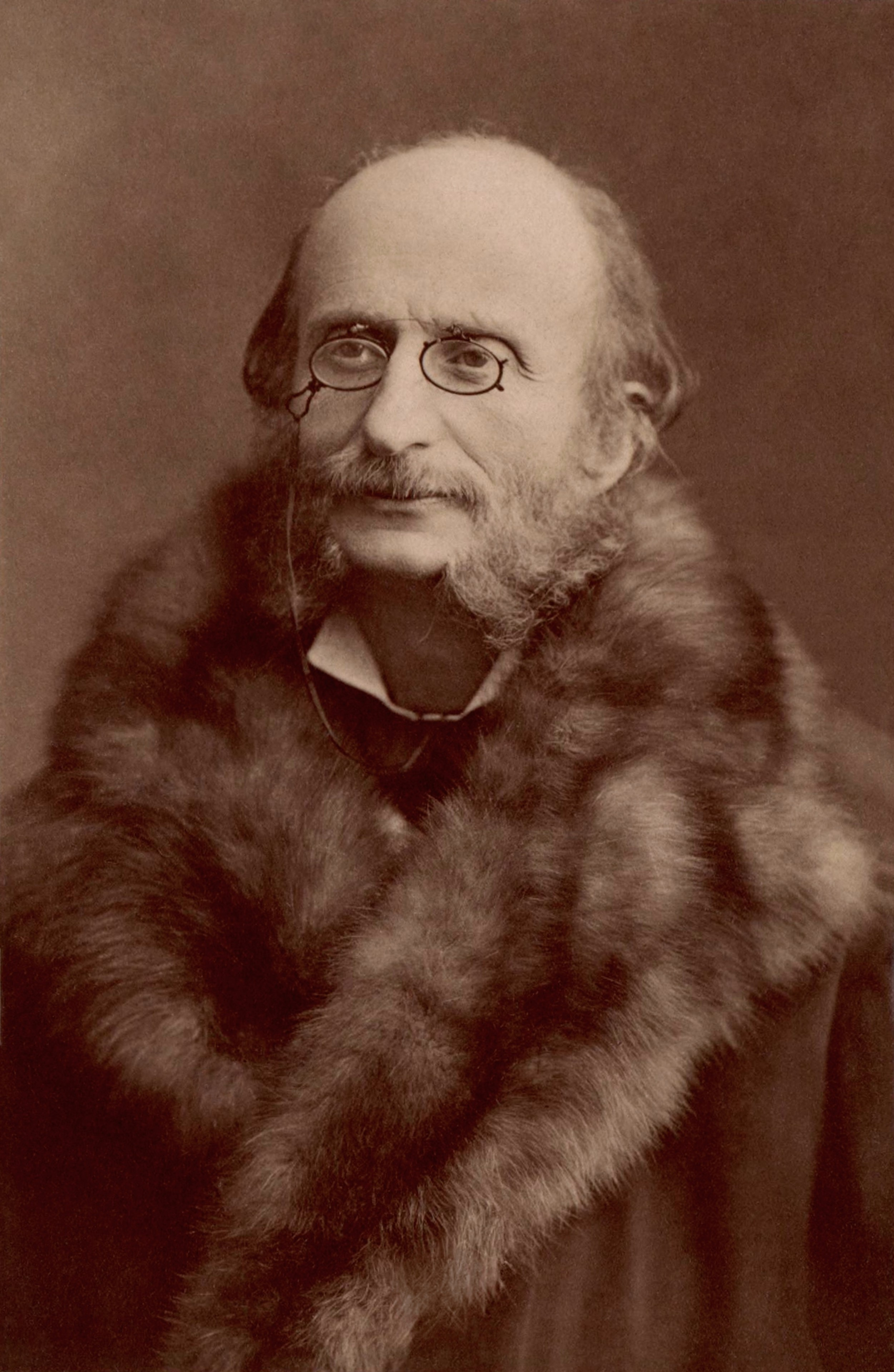
Jacques Offenbach

La Boulangère a des écus är en opéra bouffe (operett) i tre akter med musik av Jacques Offenbach och libretto av Henri Meilhac och Ludovic Halévy. Operetten hade premiär den 19 oktober 1875 på Théâtre des Variétés i Paris. En andra version i tre akter och fyra tablåer hade premiär den 27 april 1876 på samma teater.

## Historia
Titeln är inspirerad av sången med samma namn av poeten och sångaren Pierre Gallet. Texten omarbetades till ett teaterstycke i form av en vaudeville av Emmanuel Théaulon, Gabriel de Lurieu och Charles Desnoyer 1838 på Variétés, därefter till ett drama av Jules de Prémaray och med musik av d'Hippolyte Gondois 1855 på Porte-Saint-Martin.
Operetten var skriven med sopranen Hortense Schneider i åtanke, men när hon efter en repetition stormade ut från uppsättningen ersattes hon först av Marie Aimée och slutligen av Thérésa (Désirée Emma Valladon). Schneider stämde teatern, som hade lockat tillbaka henne från ett engagemang i Ryssland, och hon vann. La Boulangère fick en viss framgång tack vare några dansnummer, titelsången och en ensemble bestående av José Dupuis, Léonce och Paola Marié. Men som helhet var verket svagt och skulle bli de tre upphovsmännens sista samarbete.
Den spelades i Stockholm 1879 med titeln Rika bagerskan.